# 秦泉寺豊後
秦泉寺 豊後（じんぜんじ ぶんご）は、戦国時代の武将。長宗我部氏の家臣。名は泰惟と伝わる。

## 略歴
秦泉寺氏は土佐国の小豪族。戦国期は本山氏の傘下にあったが、豊後の父・掃部の代に長宗我部国親に降伏し配下となっていた。
秦泉寺掃部の子として誕生。国親の嫡男・長宗我部元親に兵法を教え、元親の初陣である永禄3年（1560年）の長浜の戦いの際、槍の使い方を教えたと伝わる。
その後、秦泉寺の農民と土佐郡一宮の郷民との間に争いが起こり、一宮の郷民が殺されてしまう。一宮の神職は農民の引き渡しを求めたが、掃部はこれを拒否したため元親は怒り、元親の命令を受けた中島親吉に父子共に誅された。